# Amélie Thyssen

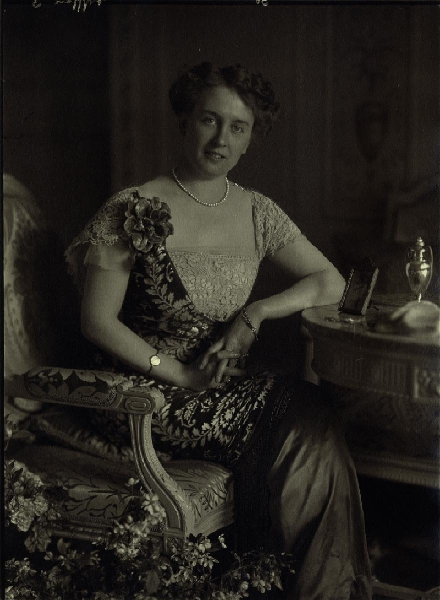
Amélie Thyssen, Porträt von Jacob Hilsdorf (um 1910).

Amélie Thyssen (* 11. September 1877 in Mülheim am Rhein; † 25. August 1965 auf Schloss Puchhof bei Straubing) wurde als Tochter der Fabrikantenfamilie zur Helle geboren und war Ehefrau von Fritz Thyssen.

## Leben
Sie heiratete 1900 gegen den Widerstand ihres zukünftigen Schwiegervaters, des Industriellen August Thyssen, dessen Sohn Fritz.
Am 13. Mai 1909 wurde ihre Tochter Anita geboren.
Als Fritz Thyssen 1939 wegen des Kriegsbeginns der Nationalsozialisten gegen Polen in die Schweiz emigrierte, begleitete Amélie ihren Ehemann und verlor mit ihm ihre deutsche Staatsbürgerschaft.
Zusammen mit ihrem Mann floh sie weiter nach Südfrankreich, um von dort nach Argentinien auszuwandern. Noch in Frankreich gehörten sie Ende 1940 aber zu den ersten Deutschen, die vom Vichy-Regime verhaftet und an Deutschland ausgeliefert wurden. Ihr Vermögen wurde beschlagnahmt. Zwei Jahre lang wurde die Familie in einer geschlossenen Abteilung eines Sanatoriums bei Berlin festgehalten, bevor sie ins KZ Sachsenhausen eingesperrt wurden, von wo sie im Februar 1945 ins KZ Buchenwald und schließlich ins KZ Dachau verschleppt wurden. Während des Gefangenentransports über Schönberg im Bayerischen Wald zum KZ Reichenau bei Innsbruck wurde das Paar gemeinsam mit anderen Prominenten von der Wehrmacht befreit, die kurz darauf von der United States Army entwaffnet wurde.
Nachdem Fritz Thyssen sich in einem Entnazifizierungsverfahren gerechtfertigt hatte, reiste das Paar über Brüssel, von wo sie um die Rückgabe ihres Vermögens stritten, im Januar 1950 nach Buenos Aires, wo Tochter Anita seit 1936 mit ihrem Gatten, dem ungarischen Graf Gábor Zichy lebte. Nach dem Tode ihres Mannes am 8. Februar 1951 reorganisierte Amélie zusammen mit ihrer Tochter Anita Gräfin Zichy-Thyssen den Konzern, der den Angehörigen Fritz Thyssens von den Alliierten erst nach dem Tode zurückgegeben wurde. Amélie gründete unter dem traditionsreichen Namen Phoenix-Rheinrohr eine neue Konzerngesellschaft, für die das „Dreischeibenhaus“ in Düsseldorf errichtet wurde. 1964 wurde Phoenix-Rheinrohr mit der Duisburger August-Thyssen-Hütte vereinigt, an der Anita Gräfin Zichy-Thyssen die Mehrheit hielt. Das Düsseldorfer Dreischeibenhaus blieb Verwaltungssitz.
Am 7. Juli 1959 gründeten Amélie und ihre Tochter die Fritz Thyssen Stiftung zur Förderung von Wissenschaft und Forschung mit Aktien im Nominalwert von nahezu 100 Mio. DM, die erste große, private wissenschaftliche Einzelstiftung im Nachkriegsdeutschland. Am 7. August 1960 überreichte Bundeskanzler Konrad Adenauer auf Schloss Puchhof bei Straubing Amélie Thyssen das Große Bundesverdienstkreuz mit Stern und Schulterband.
Sie starb am 25. August 1965 als Staatenlose, denn nach der Aberkennung ihrer Staatsbürgerschaft durch die Nationalsozialisten hatte sie nie wieder ihre Staatsbürgerschaft neu beantragt.
Sie wurde wie ihr Ehemann auf Schloss Landsberg beigesetzt.